# Gran Bazar
Gran Bazar è il secondo album dei Matia Bazar, pubblicato su LP e cassetta dalla Ariston (catalogo AR LP 12320 e AR 20320) nel 1977. È stato ristampato nuovamente in vinile dalla Oxford (catalogo OX 3091) nel 1978.
L'album è stato anticipato dai singoli La strada del perdono/Io, Matia (1974), Che male fa/Un domani sempre pieno di te (1976) e, l'ultimo, Ma perché?/Se... (1977).

## Descrizione
Raggiunge la 8ª posizione nella classifica italiana degli album più venduti del 1977.
Tutte le canzoni sono delle Edizioni musicali Ariston, eccetto Yesterday, edita dalle Edizioni musicali Ritmi e Canzoni. Solo quelle presenti sul lato B del disco, sono state incluse in singoli pubblicati tra il 1974 e il 1977 (vedi box a lato).
Nel 1991 è stato ristampato su CD e rimasterizzato dalla Virgin Dischi (catalogo MPICD 1010 - 777 7 88072 2), dopo la chiusura della Ariston nel 1989.
Nel 2011 è stato reso disponibile per il download digitale dalla EMI Italiana.

## I brani

### Gran Bazar
Esiste anche un singolo promozionale che contiene questo brano dal vivo diviso in due parti.
Su una base strumentale si inseriscono i vocalizzi di Matia; entrambi richiamano le melodie e i ritornelli di Stasera che sera, Per un'ora d'amore, Cavallo bianco e Che male fa quasi in un medley.

### Yesterday
Cover dal vivo dell'omonimo brano dei Beatles.

### Noi...
Versione dal vivo della strumentale Io, Matia (1974).

### La strada del perdono
Originariamente lato A del singolo d'esordio come solista di Antonella Ruggiero, La strada del perdono/Io, Matia, inciso dalla cantante nel 1974 con lo pseudonimo "Matia". L'incisione include ancora la collaborazione del batterista Paolo Siani (proveniente dai Nuova Idea), ma non come turnista; bensì, come sostituto di Renzo "Pucci" Cochis nei J.E.T..

## Tracce
Tutti i brani sono scritti e composti da Carlo Marrale (tranne B4), Piero Cassano e Aldo Stellita; eccetto dove indicato.
 Compositori addizionali: Giancarlo Golzi e Antonella Ruggiero (entrambi, A3).
Lato A dal vivo, registrato negli studi: Picchio Rosso (Formigine, MO), Picchio (Carpi, MO) e Caravel (MN).
1. Gran Bazar (medley) – 10:03
2. Yesterday – 4:42 (Lennon-McCartney)
3. Noi... (strumentale) – 4:38

Durata totale: 19:23
Lato B in studio, registrato negli studi Ariston.
1. Che male fa – 3:54
2. Per un minuto e poi... – 5:44
3. Se... – 3:52
4. La strada del perdono – 4:04
5. Ma perché[9] (Festival di Sanremo 1977) – 3:23

Durata totale: 20:57

## Formazione

### Gruppo
- Antonella Ruggiero – voce solista, vocalizzi (A1, A3, B2, B5), cori (B3), armonica (A1, A3, B3), percussioni
- Piero Cassano – tastiere, cori
- Carlo Marrale – chitarre, voce solista (B1, B3), cori
- Aldo Stellita – basso
- Giancarlo Golzi – batteria (eccetto B4)

### Altri musicisti
- Paolo Siani – batteria (B4)

## Classifiche
| Classifica (1977) | Posizione raggiunta |
| ----------------- | ------------------- |
| Italia            | 20                  |